# Konstanty Kumpikiewicz
Konstanty Kumpikiewicz vel Adam Zapolski (ur. ok. 1812 w Wiszteliszkach k. Poniewieża – zm. 24 kwietnia 1883 w York) – powstaniec listopadowy, działacz emigracyjny; szpieg rosyjski w szeregach Wielkiej Emigracji.

W młodości pobierał nauki w Wiłkomierzu i Wilnie. Brał udział w powstaniu listopadowym na Litwie, jako podporucznik. Po upadku powstania majątek Kumpikiewicza uległ konfiskacie (w roku 1833).  
Na emigracji przebywał w Paryżu i Brukseli, następnie wyjechał do Szwajcarii. W 1834 trafił do więzienia w Genewie za udział w wyprawie sabaudzkiej. Po zwolnieniu został wydalony do Anglii (do Dover przybył w maju 1834). W 1835 w Londynie został członkiem Towarzystwa Demokratycznego Polskiego (skreślony z listy członków w dniu 25 IV 1836). Zamieszkał w Saint Helier na wyspie Jersey (1836). Był członkiem Komisji Przygotowawczej Gromady Humań. Podpisał odezwę sekcji Jersey do ogółu członków TDP, krytykującą poglądy tej organizacji (7 VIII 1835). Ponownie wstąpił w struktury TDP, podszywając się pod Adama Zapolskiego, którego poznał w trakcie wyprawy sabaudzkiej w 1834 r. W 1854 r. podpisał deklarację TDP potępiającą politykę Hotelu Lambert. W nieznanym okresie został ponownie usunięty z organizacji. 
Od grudnia 1837 pracował jako dobrowolny szpieg konsulatu rosyjskiego w Londynie. Zamierzał w ten sposób uzyskać zgodę na powrót do kraju. W 1838 działalność szpiegowską Kumpikiewicza ujawnił inny szpieg rosyjski - Adam Dydyński. Według samego Kumpikiewicza, jego aktywność jako szpiega trwała zaledwie kilka miesięcy, jednak inne źródła podają zakres dat od grudnia 1836 do marca 1838 (oficjalnie pracował w gospodzie i jako malarz szyldów). Kumpikiewicz oskarżył ponadto Hipolita Platona Pasierbskiego oraz Piotra Alfonsa Falkenhagena-Zaleskiego (1809-1883) o działalność szpiegowską na rzecz Rosji. Oskarżenia te nie znalazły jednak żadnego potwierdzenia.
2 XI 1837 Kumpikiewicz zawarł w Saint Helier związek małżeński z Sarah Prudence Arrowsmith (1809 - ?). W grudniu 1848 był sądzony w Anglii za włóczęgostwo i żebractwo, a następnie skazany na miesiąc pozbawienia wolności. W dokumentach z roku 1851 występował jako mieszkaniec Taunton, litograf i podróżnik, stanu wolnego. W roku 1858 mieszkał w Plymouth. Mówił płynnie po angielsku i francusku. Ponownie był karany za żebractwo w roku 1866 - otrzymał wówczas karę 6 tygodni ciężkich robót. 
W 1881 Kumpikiewicz pracował jako zakrystian przy St Wilfred’s Church w York. Zmarł w tym samym mieście w dniu 24 kwietnia 1883; pochowany na York Cemetery. Nagrobek Kumpikiewicza wykonał miejscowy rzeźbiarz George Walker Milburn (1844-1941).